# Liber Sancti Iacobi
El Líber Sancti Iacobi és una compilació de diversos escrits de la primera meitat del segle xii, que inclouen sermons, misses, oficis, cants i miracles en honor de l'apòstol Sant Jaume.

## Història
Es creu que la idea de realitzar la compilació va partir del bisbe compostel·là Diego Gelmírez, prop de 1120, com a part de les seves iniciatives d'ampliació de la Catedral de Santiago de Compostel·la i per fer conèixer al públic la creixent importància de la figura de l'apòstol Sant Jaume i de la ciutat de Santiago de Compostel·la, on suposadament es conservaven les seves restes mortals.
La compilació va ser redactada a diverses èpoques i de forma independent. L'anàlisi del manuscrit més important del Líber, el Còdex Calixtinus, ens suggereix que la compilació podria estar ja configurada cap a l'any 1140, cosa que vindria determinada pels següents fets: 
- Al Llibre II del Calixtinus, el Llibre dels Miracles, es narra un miracle succeït el 1135, per la qual cosa com molt aviat, el Llibre II dataria de l'any 1136.
- Al Llibre V, la Guia del Pelegrí, es donen informacions sobre monuments que situarien la guia al voltant de 1130.
- El Calixtinus conté al final un apèndix (Apèndix II) que va ser afegit amb posterioritat al manuscrit. Aquest lloc hi ha una butlla d'Innocenci II (l'autoritat del qual és discutida), que podria datar-se com molt de 1143. A més a més, el mateix apèndix conté el miracle de Vézélay, datat el 1139. El fet que tant la butlla com aquest miracle (que es troba fora del Llibre dels Miracles) figuren en un complement posterior, significaria que cap a 1140 la compilació estaria ja tancada.

## Els manuscrits
Es van gestar diversos manuscrits del Líber Sancti Iacobi, conservant-se avui dia prop de dotze d'ells. En general poden dividir-se en dos blocs: els que contenen la versió més reduïda o libellus i els que contenen la versió més extensa, el màxim representant de la qual és el Còdex Calixtinus.
Els manuscrits que contenen la versió completa són: 
- Santiago de Compostel·la, Arxiu de la Catedral, s.n. (Còdex Calixtinus)
- Londres, British Library, Additional 12213
- Ciutat del Vaticà, Biblioteca Apostòlica Vaticana, Arxiu S. Pietro C 128
- Salamanca, Biblioteca Universitària 2631
- Madrid, Biblioteca National 4305

i els que contenen versions parcials són: 
- Barcelona, Arxiu de la Corona d'Aragó, Ripoll 99
- Lisboa, Biblioteca Nacional, Alcobaça CCCII (334)
- Ciutat del Vaticà, Biblioteca Apostòlica Vaticana, Borghese 202
- Londres, British Library, Cotton Titus A.XIX
- Pistoia, Arxiu di Stato, Documenti divers; algun; un quant; diferent 27
- Madrid, Biblioteca Nacional 7381
- Madrid, Biblioteca Nacional 13118.

A més a més existeixen d'altres manuscrits que inclouen solament un dels llibres del Líber, com poden ser el Pseudo - Turpin o el Llibre dels Miracles.